# Lega calcistica degli Emirati Arabi Uniti 1989-1990
La UAE Football League 1989–1990 è la 17ª edizione della massima competizione nazionale per club degli Emirati Arabi Uniti, la
squadra che diventerà campione è l'Al Shabab che conquista il suo primo titolo nazionale nella sua storia. Alla competizione prendono parte 14 squadre.

## Classifica
|                                | Pos. | Squadra           | G  | V  | N | P  | GF | GS | Pt |
| ------------------------------ | ---- | ----------------- | -- | -- | - | -- | -- | -- | -- |
| Emirati Arabi Uniti (bandiera) | 1    | Al-Shabab         | 26 | 17 | 6 | 3  | 48 | 25 | 40 |
|                                | 2    | Al-Wasl           | 26 | 17 | 6 | 3  | 44 | 13 | 40 |
|                                | 3    | Sharjah           | 26 | 17 | 5 | 4  | 42 | 26 | 39 |
|                                | 4    | Baniyas           | 26 | 12 | 8 | 6  | 40 | 27 | 32 |
|                                | 5    | Al-Nasr           | 26 | 12 | 7 | 7  | 37 | 21 | 31 |
|                                | 6    | Al-Ahli Dubai     | 26 | 12 | 4 | 10 | 34 | 26 | 28 |
|                                | 7    | Al-Ain            | 26 | 9  | 9 | 8  | 36 | 26 | 27 |
|                                | 8    | Ittihad Kalba     | 26 | 8  | 7 | 11 | 20 | 28 | 23 |
|                                | 9    | Al-Jazira         | 26 | 8  | 6 | 12 | 27 | 31 | 22 |
|                                | 10   | Al-Khaleej        | 26 | 9  | 4 | 13 | 23 | 30 | 22 |
|                                | 11   | Al-Wahda          | 26 | 7  | 7 | 12 | 25 | 42 | 21 |
|                                | 12   | Dibba Al-Fujairah | 26 | 4  | 6 | 16 | 18 | 43 | 14 |
|                                | 13   | Al-Shaab          | 26 | 3  | 6 | 17 | 20 | 43 | 12 |
|                                | 14   | Emirates          | 26 | 3  | 6 | 17 | 19 | 52 | 12 |

      Campione degli Emirati Arabi Uniti 1989-1990, ammessa al Campionato d'Asia per club 1991-1992 

      Ammesse alla finale per il Titolo

      Ammesse alla Coppa delle Coppe dell'AFC 1991-1992

Due punti a vittoria, uno a pareggio, zero a sconfitta.
Al Shabab:Qualificato sia al Campionato d'Asia per club 1991-1992 come vincitrice del campionato,ma anche ammesso alla Coppa dei Campioni del Golfo 1992 come vincitrice della Coppa del Presidente degli Emirati Arabi Uniti 1989-1990.

## Finale per il Titolo
Avendo finito il campionato con lo stesso punteggio l'Al Shabab e l'Al-Wasl si sono scontrati per decidere la squadra vincitrice del campionato
| Dubai 18 giugno 1990, ore 19:35                                                             | Al-Shabab | 2 – 1            | Al-Wasl | Al-Rashid Stadium (3.489 spett.) |
| \| \| \| \| \| Abdulla Nasser 24’ Quassim Al Hammin 74’ \| Marcatori \| 85’ Zuhair Bilal \| |           |                  |         |                                  |
|                                                                                             |           |                  |         |                                  |
| Abdulla Nasser 24’ Quassim Al Hammin 74’                                                    | Marcatori | 85’ Zuhair Bilal |         |                                  |